# Jakob Gschwend
Jakob Gschwend (* 12. Juli 1882 in Appenzell; † 30. Juli 1952 in Zürich) war ein Politiker der SP Schweiz und im aufgewühlten Jahr des Landesstreiks 1918 Präsident der Landespartei.

## Leben
Gschwend absolvierte eine Lehre als Schriftsetzer. 1904 trat er der SP bei. Von 1916 bis 1922 war er Zürcher Laien-Bezirksanwalt und von 1922 bis 1942 Zürcher Stadtrat. Dort machte er sich verdient um den Ausbau des Fürsorgewesens.
1914 wurde Jakob Gschwend Präsident der Stadtzürcher SP, welches Amt er bis 1916 innehatte. 1918 wählten ihn dann die nationalen Delegierten zum Parteipräsidenten der SP Schweiz. In dieser Funktion war er im November des Jahres auch in den Landesstreik involviert. Die Anklage im Gerichtsprozess des darauf folgenden Jahres wollte ihn dafür sogar zu einem halben Jahr Gefängnis verurteilen. Schliesslich wurde er jedoch im Gegensatz etwa zu Robert Grimm oder Ernst Nobs freigesprochen. Er hatte zwar beim Beschluss dieses landesweiten Generalstreiks mitgewirkt, war aber weder an der Verfassung des Aufrufs dazu noch an dessen Verbreitung beteiligt. Gschwend war dessen ungeachtet allerdings noch vor Prozessbeginn bereits Ende 1918 vom nationalen Parteipräsidium zurückgetreten.